# Маркграфство Салуцо
Маркграфството Салуцо (на италиански: Marchesato di Saluzzo) е маркграфство на Свещената Римска империя в Пиемонт от 1142 г. със столица Салуцо. To e управлявано от графска фамилия, линия на род Алерамичи и след нейното измиране през 1548 г. от Франция, която на 17 януари 1601 г. го предава на Пиемонт (Савоя).
Маркграфство се намирало в части на днешните провинции Кунео и Торино, между реките По, Стура и Алпите.

## Маркграфове на Салуцо
- Ото дел Васто († 1084), маркграф
- Бонифаций, маркграф на Савона 1084 – 1130, негов син
- Манфред I, маркграф 1130 – 1175, маркграф на Салуцо от 1142, негов син
- Манфред II, маркграф 1175 – 1215, негов син
- Бонифаций († 1212), негов син
- Манфред III, маркграф 1215 – 1244, негов син
- Томас I, маркграф 1244 – 1296, негов син
- Манфред IV, маркграф 1296 – 1340, негов син
- Фридрих I († 1336), негов син
- Томас II, маркграф 1340 – 1357, негов син
- Фридрих II, маркграф 1357 – 1391, негов син
- Томас III, маркграф 1391 – 1416, негов син
- Лудвиг I, маркграф 1416 – 1475, негов син
- Лудвиг II, маркграф 1475 – 1504, негов син, ∞ 1492 Маргарете де Фуа-Кандале († 1536), опекун 1504 – 1513
- Антон Михаел († 18 септември 1528), маркграф 1504 – 1528, неин син
- Джан Лудовико († 1563), маркграф 1528 – 1529, негов брат, изгонен, 1531 свален
- Франческо Лудовико († 28 март 1537), маркграф 1529 – 1537, негов брат
- Габриел († 29 юли 1548), маркграф 1537 – 1543, негов брат, изгонен и затворен